# Polybothris scapularis
Polybothris scapularis es una especie de escarabajo del género Polybothris, familia Buprestidae. Fue descrita científicamente por Guérin en 1832.

## Distribución geográfica
Habita en la región afrotropical.